# Lorenzo Donati
Lorenzo Donati (Lucca, provincia de Lucca, Italia; 5 de septiembre de 1977) es un futbolista italiano que juega como mediapunta o delantero. 
- Datos: Q5979009